# 日向坂46の出演一覧

日向坂46のロゴマーク

日向坂46の出演一覧（ひなたざかフォーティーシックスのしゅつえんいちらん）は、日本の女性アイドルグループ・日向坂46のメンバーが複数名で出演したものをまとめた一覧記事。この記事では、日向坂46がけやき坂46として活動していた時代の出演も記載する。
けやき坂46・日向坂46への所属歴がある人物が個人で出演しているものについては、各個別記事を参照のこと。

## ライブ・イベント

### ライブ
- けやき坂46「ひらがなおもてなし会」（2016年10月28日、赤坂BLITZ）[5][6]
- 欅坂46ワンマンライブ（2016年12月24日・25日、有明コロシアム）[注釈 3][7]
- ひらがな全国ツアー2017（2017年3月21日 - 12月13日）[注釈 4][8][12][13]
- 欅坂46 デビュー1周年記念ライブ（2017年4月6日、国立代々木競技場第一体育館）[注釈 5][14]
- 欅共和国2017（2017年7月22日・23日、富士急ハイランド コニファーフォレスト）[15]
- 欅坂46『真っ白なものは汚したくなる』ツアー2017（2017年8月2日 - 30日）[注釈 6][16][17]
- けやき坂46 日本武道館3Days!!（2018年1月30日 - 2月1日、日本武道館）[注釈 7][21]
- けやき坂46 2期生おもてなし会（2018年2月12日、幕張イベントホール）[22]
- けやき坂46『走り出す瞬間』ツアー2018（2018年6月4日 - 7月10日[注釈 8][24]
- 欅共和国2018（2018年7月20日 - 22日、富士急ハイランド コニファーフォレスト）[25]
- 欅坂46二期生 / けやき坂46三期生 お見立て会（2018年12月10日、日本武道館）[注釈 9][27][28]
- ひらがなくりすます2018（2018年12月11日 - 13日、日本武道館）[29][30]
- 日向坂46 デビューカウントダウンライブ!（2019年3月5日・6日、横浜アリーナ）[31]
- 日向坂46 3rdシングル発売記念ワンマンライブ（2019年9月26日、さいたまスーパーアリーナ）[32][33]
- ひなくり2019 〜17人のサンタクロースと空のクリスマス〜（2019年12月17日・18日、幕張メッセ 4–6ホール）[34][35]
- 日向坂46デビュー1周年記念 スペシャルトーク&ライブ！（2020年3月31日、無観客生配信）[36]
- 日向坂46「春の全国アリーナツアー2020〜18人の音楽隊と風変わりな仲間たち〜」（2020年10月7日 - 11月26日〈中止〉）[注釈 10][44]
  - HINATAZAKA46 Live Online, YES! with YOU! ～“22人”の音楽隊と風変わりな仲間たち～（2020年7月31日、無観客生配信）[45]
- ひなくり2020 〜おばけホテルと22人のサンタクロース〜（2020年12月24日、無観客生配信）[46][47]
- 日向坂46 デビュー2周年キャンペーン Special 2days（2021年3月26日 - 27日）[48][49]
- W-KEYAKI FES. 2021（2021年7月9日 - 11日、富士急ハイランド コニファーフォレスト）[50][51]
- 日向坂46 アリーナツアー 全国おひさま化計画 2021（2021年9月15日 - 10月20日）[注釈 11][52][53]
- 日向坂46 冬の大ユニット祭り “X’masスペシャル”（2021年12月22日、幕張メッセ 9ホール）[54]
- ひなくり2021（2021年12月24日・25日、幕張メッセ 9–11ホール）[55][56]
- 3回目のひな誕祭（2022年3月30日・31日、東京ドーム）[57][58]
- 渡邉美穂卒業セレモニー（2022年6月28日、東京国際フォーラム）[59][60]
- W-KEYAKI FES. 2022（2022年7月21・23日、富士急ハイランド コニファーフォレスト）[61][62]
- Happy Smile Tour 2022（2022年9月10日 - 11月13日）[注釈 12][63][64][65]
- ひなくり2022（2022年12月17日・18日、有明アリーナ）[66][67]
- 日向坂46 四期生おもてなし会（2023年2月11日・12日、幕張イベントホール）[68][69]
- 4回目のひな誕祭（2023年4月1日・2日、横浜スタジアム）[70][71]
- 影山優佳卒業セレモニー（2023年7月19日、東京国際フォーラム）[72][73]
- Happy Train Tour 2023（2023年8月30日 - 12月10日）[注釈 13][74][75]
- 齊藤京子卒業コンサート（2024年4月5日、横浜スタジアム）[77][78]
- 5回目のひな誕祭（2024年4月6日・7日、横浜スタジアム）[79][80]
- 11th Single ひなた坂46 LIVE（2024年7月3日・4日、パシフィコ横浜国立大ホール）[81][82]
- 日向坂46 四期生ライブ（2024年8月27日 - 29日、日本武道館）[83][84]
- ひなたフェス2024（2024年9月7日・8日、ひなた宮崎県総合運動公園）[85][86][87]
- 12th Single ひなた坂46 LIVE（2024年10月23日・24日、横浜アリーナ）[88][89]
- Happy Magical Tour 2024（2024年11月19日 - 12月26日）[注釈 14][90][91]
- 丹生明里卒業セレモニー（2024年11月30日・12月1日、ぴあアリーナMM）[92][93]
- 東村芽依卒業セレモニー（2025年1月25日、幕張イベントホール）[94][95]
- 6回目のひな誕祭（2025年4月5日・6日、横浜スタジアム）[96][97]
- 13th Single ひなた坂46 LIVE（2025年4月30日・5月1日、幕張イベントホール）[98][99]
- 日向坂46 五期生おもてなし会（2025年5月27日、国立代々木競技場第一体育館）[100][101]
- 日向坂46 BRAND NEW LIVE 2025 「OVER THE RAINBOW」（2025年5月28日・29日、国立代々木競技場第一体育館）[102][103]
- 日向坂46 四期生ライブ Presented by 新・日向坂ミュージックパレード（2025年7月29日 - 31日、ぴあアリーナMM）[104][105]
- 日向坂46 ARENA TOUR 2025「MONSTER GROOVE」（2025年9月20日 - 11月21日〈予定〉）[注釈 15][106][108][107]

### 音楽フェスティバル
- TOKYO IDOL FESTIVAL
  - TOKYO IDOL FESTIVAL 2017（2017年8月5日、お台場・青海周辺エリア）[注釈 16][109]
  - TOKYO IDOL FESTIVAL 2018（2018年8月3日、お台場・青海周辺エリア）[110]
  - TOKYO IDOL FESTIVAL 2019（2019年8月3日、お台場・青海周辺エリア）[111]
  - TOKYO IDOL FESTIVAL 2020（2020年10月4日、お台場・青海周辺エリア）[112]
  - TOKYO IDOL FESTIVAL 2021（2021年10月3日、お台場・青海周辺エリア）[113]
  - TOKYO IDOL FESTIVAL 2022（2022年8月7日、お台場・青海周辺エリア）[114]
  - TOKYO IDOL FESTIVAL 2023（2023年8月6日、お台場・青海周辺エリア）[115]
  - TOKYO IDOL FESTIVAL 2024（2024年8月4日、お台場・青海周辺エリア）[注釈 17][116]
- LIVE MONSTER LIVE 2018（2018年7月7日、幕張メッセ）[117]
- SUNNY TRAIN REVUE 2018 〜テレビがフェスつくっちゃいました！〜（2018年7月28日、いわみざわ公園野外音楽堂）[118]
- テレビ朝日・六本木ヒルズ 夏祭り SUMMER STATION（2018年8月20日、六本木ヒルズアリーナ）[119]
- Hot Stuff Promotion 40th Anniversary MASAKA Mutation of POP きゃりーぱみゅぱみゅ × けやき坂46（2018年10月26日、日本武道館）[120][121]
- Livejack SPECIAL 2018（2018年11月24日、大阪城ホール）[122][123]
- AGESTOCK2018（2018年12月2日、TOKYO DOME CITY HALL）[124]
- ニッポン放送オールナイトニッポン presents ALL LIVE NIPPON 2019（2019年1月19日、横浜アリーナ）[125]
- LAGUNA MUSIC FES.
  - LAGUNA MUSIC FES. 2019（2019年3月23日、ラグーナテンボス）[注釈 18][126][127]
  - LAGUNA MUSIC FES. 2019 Autumn Special（2019年10月20日、ラグーナテンボス）[注釈 19][128]
- ZIP! 春フェス2019（2019年3月27日、TOKYO DOME CITY HALL）[129]
- AirAsia Presents メ〜テレ MUSIC WAVE 2019 〜踊るラグーナビーチ〜（2019年5月25日、ラグーナビーチ）[注釈 20][130][131]
- @JAM EXPO 2019（2019年8月25日、横浜アリーナ）[132][133]
- KOYABU SONIC 2019（2019年9月15日、インテックス大阪）[134][135]
- イナズマロックフェス 2019（2019年9月21日、烏丸半島芝生広場）[136][137]
- MBS音祭2019（2019年10月6日、大阪城ホール）[138]
- 日向坂46 Xmas SPECIAL LIVE 2019 at UNIVERSAL STUDIOS JAPAN（2019年11月30日・12月1日、ユニバーサル・スタジオ・ジャパン）[注釈 21][139][140]
- MTV LIVE MATCH（2021年10月5日、ぴあアリーナMM）[141]
- 長岡 米百俵フェス 〜花火と食と音楽と〜2022（2022年10月8日、東山ファミリーランド）[142][143]
- ユニ春！ライブ 2024（2024年3月9日、ユニバーサル・スタジオ・ジャパン）[144]
- CHAGU CHAGU ROCK FESTIVAL
  - CHAGU CHAGU ROCK FESTIVAL 2024（2024年6月8日、ツガワ未来館アビオ）[145][146]
  - CHAGU CHAGU ROCK FESTIVAL 2025（2025年6月7日、ツガワ未来館アビオ）[147]
- OSAKA GIGANTIC MUSIC FESTIVAL 2024（2024年7月20日、舞洲スポーツアイランド）[148][149]
- Mrs. GREEN APPLE presents 『CEREMONY』（2025年6月18日、Kアリーナ横浜）[150][151]
- SORAON 2025（2025年6月21日、日本航空学園新千歳空港キャンパス）[152][153]
- LuckyFes 2025（2025年8月9日、国営ひたち海浜公園）[154][155]

### イベント
- earth music&ecology KANKO Label 夏の新作発売記念イベント（2017年4月27日、KANKO SHOP 原宿）[156]
- 東京ガールズコレクション
  - TGC KITAKYUSHU by TOKYO GIRLS COLLECTION
    - 2018（2018年10月6日、西日本総合展示場 新館）- ライブパフォーマンス[157]。
    - 2019（2019年10月5日、西日本総合展示場 新館）- ライブパフォーマンス[158]。

  - マイナビ presents 東京ガールズコレクション
    - 第28回 2019 SPRING / SUMMER（2019年3月30日、横浜アリーナ）- ライブパフォーマンス[159]。
    - 第30回 2020 SPRING / SUMMER（2020年2月29日、国立代々木競技場 第一体育館）- DASADA STAGE[160]。
    - 第31回 2020 AUTUMN / WINTER ONLINE（2020年9月5日、オンライン配信）- DASADA STAGE[161]。
    - 第32回 2021 SPRING / SUMMER（2021年2月28日、オンライン配信）- NEXT D PROJECT supported by DASADA STAGE[162]。

  - SDGs推進 TGC しずおか 2020 by TOKYO GIRLS COLLECTION（2020年1月11日、ツインメッセ静岡）- ライブパフォーマンス[163]、DASADA STAGE[164]。
  - CREATEs presents IDOL RUNWAY COLLECTION 2025 Supported by TGC（2025年3月2日、国立代々木競技場第一体育館）[165]
- 2018 Mnet Asian Music Awards（2018年12月10日、韓国・東大門デザインプラザ）[166]
- MTV LIVE PREMIUM:日向坂46 -1st Story-（2019年3月14日、Zepp Tokyo）[167]
- 日向坂46×SHIBUYA109
  - 春の学割キャンペーン（2019年3月15日 - 4月7日）[注釈 22][168][169]
  - SPRING COLLECTION produced by TGC（2020年2月29日 - 3月26日）[注釈 23][170]
- Rakuten GirlsAward
  - 2019 SPRING / SUMMER（2019年5月18日、幕張メッセ）- ライブパフォーマンス[172]。
  - 2019 AUTUMN / WINTER（2019年9月28日、幕張メッセ） - ライブパフォーマンス[173]。
  - 2022 SPRING / SUMMER（2022年5月14日、幕張メッセ）- ライブパフォーマンス[174]。
- MTV Video Music Awards Japan
  - 2019 -THE LIVE-（2019年9月18日、STUDIO COAST）[175]
  - 2020 -THE LIVE-（2020年11月19日）[176]
  - 2021 -THE LIVE-（2021年12月18日）[177]
  - 2023 Pre-show / VMAJ（2023年11月22日、Kアリーナ横浜）[178][179]
- 第46回 東京モーターショー 2019『FAI Drone Tokyo 2019 Racing & Conference』（2019年11月2日、有明・DRIVE PARK）- ライブパフォーマンス[180]。
- 日向坂46×DASADA
  - LIVE & FASHION SHOW（2020年2月4日 - 5日、横浜アリーナ）[181]
  - Fall & Winter Collection（2020年10月15日、無観客生配信）[注釈 24][181]
- 『3年目のデビュー』舞台挨拶（2020年11月6日、ユナイテッド・シネマ アクアシティお台場）[184]
- 埼玉 150th Project 
  - 埼玉150周年1年前イベント（2020年11月14日、埼玉会館）[185]
  - 埼玉150周年イベント（2021年11月14日、埼玉会館）[186]
- 日向坂46×KOEHARU LIVESHOW!（2021年11月5日、無観客生配信）[注釈 25][187][188]
- 日向坂映画祭[189]
  - Vol.1（2022年5月31日、TOHOシネマズ 日比谷）[189]
  - Vol.2（2022年10月6日、TOHOシネマズ 日比谷）[190]
  - Vol.3（2022年11月29日、TOHOシネマズ 川崎）[191]
- 『希望と絶望 その涙を誰も知らない』舞台挨拶（2022年7月8日、イオンシネマ 板橋）[192]
- 日向坂46 おひさまcafe（2022年7月1日 - 10月31日）[注釈 26][193][194][195]
- DreamHack Japan 2023 Supported by GALLERIA（2023年5月14日、幕張メッセ）- ライブパフォーマンス[196]。
- 新参者 in TOKYU KABUKICHO TOWER（2023年10月27日 - 12月3日、東急歌舞伎町タワー）[注釈 27][197][198]
- 日向坂46展「WE R!」（2024年3月1日 - 5月19日、六本木ミュージアム）[199][200][201]
- WE R! in TOKYO SKYTREE（2024年3月12日 - 6月12日、東京スカイツリー）[202][203]
- 日向坂ミュージックパレードLIVE
  - 日向坂ミュージックパレードLIVE（2024年10月5日・6日、有明アリーナ）[204][205]
  - 日向坂ミュージックパレードLIVE -2025-（2025年2月22日・23日、武蔵野の森総合スポーツプラザ）[206][207]

## 出演

### テレビドラマ
- 残酷な観客達（2017年7月20日、日本テレビ）[注釈 28][209]
- Eうた♪ドラマ「歌のおじさん Eたん」（2019年12月24日 - 26日、NHK Eテレ）[注釈 29][210]
- DASADA（2020年1月16日 - 3月19日、日本テレビ）[注釈 30][212]

### 配信ドラマ
- HINAKOI FILMS「君と僕の、ひなたの初恋」（YouTube）
  - 文化祭マジックは突然に 編（2021年11月14日 - 17日）[213]
  - バレンタイン・ゲーム 編（2022年2月11日 - 13日） [214]
  - 恋と友情の真剣勝負 編（2022年8月6日 - 9日）[215]
  - 夏が走り出す 編（2022年8月17日 - 18日）[216]
- #イメチェンした彼女が可愛すぎた!?（2024年3月31日、YouTube）[注釈 31][217]

### 映画
- 3年目のデビュー（2020年8月7日、TBSテレビ・キグー）[218]
- 希望と絶望 その涙を誰も知らない（2022年7月8日、TBSテレビ・キグー）[219]
- ゼンブ・オブ・トーキョー（2024年10月25日、ギャガ）[220][221]

### 情報・バラエティ番組

#### 現在のレギュラー番組
- 日向坂で会いましょう（2019年4月8日 - 、テレビ東京）[222]
- 日向坂になりましょう（Lemino）
  - 日向坂になりましょう（2023年4月26日 - 2024年3月27日）[223][224]
  - もっと！日向坂になりましょう（2024年4月1日 - 2025年6月30日）[225][226][227]
  - 日向坂になりましょう –五期生成長バラエティ–（2025年7月7日 - ）[228][229]
- 日向坂アニメ部（2023年8月21日 - 、関西テレビ）[230][231]
- 日向坂ミュージックパレード（日本テレビ） - 4期生
  - 日向坂ミュージックパレード（2024年5月1日 - 2025年2月21日）[232][233][234][235]
  - 新・日向坂ミュージックパレード（2025年5月9日 - 8月15日）[236][237]

#### 過去のレギュラー番組
- 欅って、書けない?（テレビ東京）
  - #47（2016年9月5日）[238][239]
  - #72（2017年3月13日）[240][241]
  - #73（2017年3月20日）[242][243]
  - #74（2017年3月27日）[244][245]
  - #79（2017年5月1日）[246][247]
  - #82（2017年5月22日）[248][249]
  - #87（2017年7月10日）[250][251]
  - #88（2017年7月17日）[252][253]
  - #93（2017年8月21日）[254][255]
  - #94（2017年8月28日）[256][257]
  - #95（2017年9月4日）[258][259]
  - #97（2017年9月18日）[260][261]
  - #98（2017年9月25日）[262][263]
  - #100（2017年10月9日）[264][265]
  - #101（2017年10月16日）[266][267]
  - #102（2017年10月23日）[268][269]
  - #103（2017年10月30日）[270][271]
  - #104（2017年11月6日）[272][273]
  - #105（2017年11月13日）[274][275]
  - #106（2017年11月20日）[276][277]
  - #110（2017年12月18日）[278][279]
  - #111（2017年12月25日）[280]
  - #112（2018年1月8日）[281][282]
  - #113（2018年1月15日）[283][284]
  - #114（2018年1月22日）[285][286]
  - #115（2018年1月29日）[287][288]
  - #117（2018年2月12日）[289][290]
- AKB48 SHOW!（NHK BSプレミアム）
  - #135 [別冊]（2016年12月10日）[291]
  - #148 [別冊]（2017年4月15日）[292]
  - #173 [別冊]（2018年1月20日）[293]
  - #189 [別冊]（2018年6月24日）[294]
  - #191（2018年7月8日）[295]
- KEYABINGO!シリーズ（日本テレビ）
  - KEYABINGO!3（2017年7月18日 - 9月26日）[296][297]
  - KEYABINGO!4 ひらがなけやきって何?（2018年4月17日 - 6月26日）[298][299]
- ひらがな推し（2018年4月9日 - 2019年4月1日、テレビ東京）[300][301]
- HINABINGO!シリーズ（日本テレビ）
  - HINABINGO!（2019年4月16日 - 6月25日）[302][303]
  - HINABINGO!2（2019年7月16日 - 9月24日）[303][304]
- セルフ Documentary of 日向坂46（TBSチャンネル）[305]
  - セルフ Documentary of 日向坂46（2019年9月29日 - 2022年7月17日）[306][307]
  - セルフ Documentary of 日向坂46 4期生編（2023年7月22日 - 9月30日） [308][309]
- 日向坂46です。ちょっといいですか？（ひかりTVチャンネル）[310]
  - Season1（2020年3月14日 - 2021年4月10日）[311][312]
  - ひなちょいSeason2（2021年4月19日 - 2023年3月27日）[313][314]
- ひなたアカデミー（テレビ東京）
  - Season1（2023年8月5日 - 9月29日）[315][316]
  - Season2 （2023年11月11日 - 12月23日）[317][318]
- 世界卓球ヤミツキTV（2024年1月7日 - 2月25日、テレビ東京）[注釈 32][320][321]

### 特別番組
- けやき坂46 初単独イベント！ひらがなおもてなし会 120分拡大スペシャル（2016年12月18日、TBSチャンネル）[322]
- けやき坂46 ツアー2018開幕直前緊急特番！そして、、？（2018年6月3日、SHOWROOM）[323][324]
- けやき坂46初登場！「走り出す瞬間」発売記念！MV&メイキング&貴重ライブ特集（2018年7月8日、ABEMA）[325]
- 開幕直前Bリーグ！けやき坂46のプロバスケ大研究（2018年9月29日、NHK BS1）[326][327]
- けやき坂46 緊急特番！～最近のひらがなけやき～（2018年11月6日、SHOWROOM）[328][329]
- ひらがなからのおしらせ（2019年2月11日、SHOWROOM）[330]
- 日向坂46の好きになっちゃっていいの？ PLAZA 東京店編（2019年10月20日、TBSチャンネル・TBSラジオ・Paravi）[注釈 33][331][332][333]
- 坂道テレビ（NHK総合）
  - 〜乃木と欅と日向〜 Vol.1（2019年3月23日）[334]
  - 〜乃木と欅と日向〜 Vol.2（2019年12月30日）[注釈 34][336]
  - 〜乃木と櫻と日向〜 Vol.3（2021年2月27日）[337][338]
- DASADA Blu-ray＆DVD発売記念 私たちって可愛いじゃないですか？SP（2020年5月22日、SHOWROOM）[339]
- 空まで届け！「ひなたざか」-日向坂46 1stアルバム発売記念SP-（2020年10月10日、スペースシャワーTV）[340][341]
- 大好き！日向坂46
  - 大好き！ 日向坂46 〜芸能界おひさま化計画&ライブ映像蔵出しSP〜（2020年11月1日・12月6日、ひかりTV）[342]
  - 大好き！日向坂46その2 〜芸能界おひさま化計画&ライブ映像蔵出しSP〜（2022年3月29日・4月23日、ひかりTV）[343][344]
  - 大好き！日向坂46 ～芸能界おひさま化計画&ライブ映像蔵出しSP～（2023年9月22日・29日、Lemino）[345][346]
  - 大好き日向坂46!! 歌も笑いも全部まとめて生配信 おひさまと一緒にひな祭りSP!!（2024年3月3日、Lemino）[347][348]
  - 大好き日向坂46!! 歌も笑いも全部まとめて生配信 おひさまと一緒にバレンタインSP!!（2024年2月16日、Lemino）[349][350]
- 日向坂46クリスマスライブ直前特番〜リハの合間もアザトカワイクしちゃうぞSP〜（2020年12月23日、ABEMA）[351]
- MEMORIAL LIVE：2回目のひな誕祭記念 花ちゃんズとメモリアルな前夜祭SP（2021年3月26日、ABEMA）[注釈 35][352]
- 日向坂46と不思議な図書室 特別番組（YouTube）
  - 新学期キャンペーン記念「花咲く季節の生配信」（2021年4月17日）[355]
  - 1周年記念（2022年3月1日）[356]
  - 1.5周年記念（2022年8月31日）[357]
  - 4期生登場記念（2023年4月1日）[358]　
  - 2.5周年記念（2023年8月31日 - 9月2日）[359]
  - 3周年記念特番（2024年2月25日）[360]
- テレ東音楽祭2021 直前SP!日向坂46の思わず〇〇させちゃうTV（2021年6月30日、Paravi）[361]
- FNSの日（フジテレビ）
  - FNSラフ&ミュージック〜歌と笑いの祭典〜 第2夜（2021年8月29日）[注釈 36][362]
  - FNS27時間TV 鬼笑い祭（2023年7月22日、フジテレビ）[363]
- ひなこい 特別番組（YouTube）
  - 1周年記念特番（2021年11月16日）[364]
  - HINAKOI FILMS「君と僕の、ひなたの初恋」特番
    - バレンタイン・ゲーム 編（2022年3月1日）[365]
    - 恋と友情の真剣勝負 編（2022年8月12日）[366]
    - 夏が走り出す 編（2022年8月24日）[367]

  - 1.5周年記念「日向坂高校放送部」 3夜連続特番（2022年5月26日 - 28日）[368]
  - 四期生入学記念（2023年4月13日）[369]
  - 劇場版『名探偵コナン 黒鉄の魚影』コラボ決定記念特番（2023年4月22日）[370][371]
  - 日向坂高校・放課後レンアイ会議（2023年11月18日）[372]
- 「僕なんか」発売記念！新曲まるわかりSP（2022年5月22日、スペースシャワーTV）[373][374]
- 日向坂46「月と星が踊るMidnight」発売記念スペシャル（2022年10月27日、スペースシャワーTV）[375][376]
- UNI'S ON AIR 特別番組 日向坂46四期生お披露目記念スペシャル！（2023年4月1日、YouTube）[377]
- 日向坂46卓球No.1選手権
  - 第1弾（2023年4月20日 - 5月18日、テレビ東京）[378][379]
  - 第2弾 団体戦（2024年1月3日、BSテレビ東京）[380][381]
- 日向坂46「One choice」発売記念スペシャル（2023年4月24日、スペースシャワーTV）[382][383]
- M-ON! SPECIAL 「日向坂46」～脈打つ感情～（2023年11月19日、MUSIC ON! TV）[384]
- 日向坂46 2ndアルバム「脈打つ感情」発売記念スペシャル（2023年11月21日、スペースシャワーTV）[385]
- ストリートファイター6 日向坂46最強決定戦！（2024年5月7日、YouTube）[386][387]
- ひなたフェス開催決定記念！日向坂46時間TV～全国おひさま化計画～（2024年6月21日 - 6月23日、YouTube）[388][389]

### 音楽特番
- NHK紅白歌合戦（NHK総合・ラジオ第1）
  - 第70回NHK紅白歌合戦（2019年12月31日）[390]
  - 第71回NHK紅白歌合戦（2020年12月31日）[391]
  - 第72回NHK紅白歌合戦（2021年12月31日）[392]
  - 第73回NHK紅白歌合戦（2022年12月31日）[393]
- 日本レコード大賞（TBSテレビ・ラジオ）
  - 第61回輝く！日本レコード大賞（2019年12月30日）- 優秀作品賞「ドレミソラシド （受賞曲）」[394]
  - 第62回輝く！日本レコード大賞（2020年12月30日）[注釈 37][395]
- 音楽の日（TBSテレビ）
  - 音楽の日 2019（2019年7月13日）[396]
  - 音楽の日 2020（2020年7月18日）[397]
  - 音楽の日 2021夏（2021年7月17日）[398]
  - 音楽の日 2022（2022年7月16日）[399]
  - 音楽の日 2023（2023年7月15日）[400][注釈 38]
  - 音楽の日 2024（2024年7月13日）[401][注釈 39]
  - 音楽の日 2025（2025年7月19日）[403][注釈 40]
- SONGS OF TOKYO Festival（NHK WORLD JAPAN・総合）
  - 2020（2020年10月24日）[405]
  - 2021（2021年11月27日）[406]
- MTV ACOUSTIC FLOWERS -Until Full Bloom “Bell & Like”-（2021年6月27日、MTV）[407]

### ラジオ

#### 現在のレギュラー番組
- 日向坂46の「ひ」（2020年4月5日 - 、文化放送）[注釈 41][408][409]
- ローソン presents 日向坂46のほっとひといき！（2022年4月1日 - 、TOKYO FM）[注釈 42][412]

#### 過去のレギュラー番組
- はんにゃ金田と櫻坂46と日向坂46のゆうがたパラダイス（2017年4月3日 - 2021年3月8日、NHK-FM）[注釈 43][413][417]
- 欅坂46 こちら有楽町星空放送局（ニッポン放送）[注釈 44][418]
  - #71（2017年8月05日）[419]
  - #72（2017年8月12日）[420]
  - #74（2017年8月26日）[注釈 45][421]
  - #75（2017年9月5日）[注釈 45][422]
  - #76（2017年9月12日）[注釈 45][423]
  - #103（2018年3月17日）[424]
  - #115（2018年6月9日）[425]
  - #116（2018年6月6日）[426]
  - #117（2018年6月26日）[427]
  - #118（2018年7月3日）[428]
  - #119（2018年7月7日）[429]
  - #120（2018年7月14日）[430]
  - #122（2018年7月28日）[431]
  - #128（2018年9月8日）[432]
  - #129（2018年9月15日）[433]
- ベルク presents 日向坂46の余計な事までやりましょう！（2020年10月2日 - 2024年9月27日、TOKYO FM）[注釈 46][434][435]
- ひなこい presents 日向坂46松田好花の日向坂高校放送部（2021年10月2日 - 2023年9月30日、ニッポン放送）[注釈 47][437][438]
- さくらひなたロッチの伸びしろラジオ（2020年12月29日・2021年3月29日 - 2025年3月17日、NHKラジオ第1）[注釈 48][442]

#### 特別番組
- AKB48のオールナイトニッポン 欅坂46スペシャル（2017年7月19日、ニッポン放送）[443]
- けやき坂46のオールナイトニッポン（ニッポン放送）
  - （2018年6月21日）[444][445]
  - （2018年12月27日）[446][447]
- 日向坂46のオールナイトニッポンGOLD（2019年4月5日、ニッポン放送）[448]
- 日向坂46のオールナイトニッポン0(ZERO)（ニッポン放送）
  - （2019年7月20日）[449]
  - （2019年10月12日）[450]
  - （2020年2月23日）[451]
  - （2020年10月25日）[注釈 49][452][453]
- 坂道グループのオールナイトニッポン（2019年10月16日、ニッポン放送）[454][455]

### CM
- Sony Music
  - けやき坂46（ひらがなけやき）追加メンバーオーディション（2017年6月1日 - ）[456]
  - 坂道合同新規メンバー募集オーディション（2018年6月15日 - ）[457][458]
  - 日向坂46 新メンバーオーディション（2022年3月14日 - ）[459][460]
  - 日向坂46『3周年記念MEMORIAL LIVE 〜3回目のひな誕祭〜』in 東京ドーム CM（2022年7月4日 - ）[注釈 50][461][462]
  - 日向坂46『4周年記念MEMORIAL LIVE ～4回目のひな誕祭～』in 横浜スタジアム CM（2023年8月28日 - ）[注釈 51][463]
  - 日向坂46『ひらがなくりすます2018 & ひなくり2019～2022 Complete Box』CM（2023年12月17日 - ）[464]
- 集英社 秋のデジタルマンガ祭【秋マン!! 2018】「しりとり」篇（2018年9月11日 - ）[465]
- カレーハウスCoCo壱番屋
  - ここいち×けやき坂「ここいち de HAPPY! キャンペーン」（2018年11月20日 - 12月26日）[注釈 52][466][467][468]
  - ココイチ de もっとHAPPY! キャンペーン（2019年11月5日 - 12月26日）[注釈 53][469][470]
  - 帰ってきた! ココイチ de HAPPY! キャンペーン（2022年11月1日 - 12月25日）[注釈 54][471][472]
  - 日向坂46×CoCo壱番屋『行くぞ!! ココイチ de HAPPY キャンペーン』（2025年2月25日 - ）[注釈 55][473]
- ストライプインターナショナル「メチャカリ」[474][475]
  - 「MECHAKARI JOYFUL LOVE」篇（2018年10月19日 - ）[474]
  - メチャカリ×日向坂46「メチャしゃべるマネキン」篇（2019年3月29日 - ）[475]
- スマートニュース（2019年7月22日 - ）[注釈 56][476]
- 日向坂46ファンクラブ
  - 第1弾（2020年6月 - ）[477]
  - 第2弾（2021年10月 - ）[478]
- 日向坂46メッセージ
  - 第1弾（2020年6月 - ）[479]
  - 第2弾（2021年10月 - ）[480]
- ジョンソン・エンド・ジョンソン
  - アキュビュー オアシス トランジションズ スマート調光（2020年6月15日 - 10月29日）[481]
  - ワンデー アキュビュー（2020年12月4日 - ）[注釈 57][482]
- スピック「Lypo-C」（2020年9月2日 - ）[注釈 58][483][484]
- ビビッドアーミー
  - 「世界をビビアミで染めろ！」篇（2021年4月29日 - ）[485][486]
  - 「ビビアミ夏祭り！」篇（2021年7月24日 - ）[487]
  - ビビアミ×日向坂46 「秋の大感謝祭！」篇（2021年10月24日 - ）[488]
- ひなこい
  - かれしイベントCM（2021年11月18日 - ）[注釈 59][489][490][491]
  - 3周年 特別CM（2023年11月24日 - ）[注釈 60][492][493][494]
- ローソン
  - 櫻坂46×日向坂46キャンペーン（2021年8月18日 - ）[495]
  - 日向坂46 ローソンアプリくじ（2022年8月5日 - ）[496]
  - 日向坂46 ローソンアプリくじジャンボ（2023年8月15日 - ）[497]
- ソニー損害保険
  - 「クルマ精」篇（2021年11月14日 - ）[498]
  - 「トリビア」篇（2022年11月14日 - ）[499]
  - 「はじめてのあなたに」篇（2023年10月16日 - ）[500]
- 森永製菓 アイスボックス × 日向坂46
  - ひなたのさしいれ（2022年3月28日 - ）[注釈 61][501][502]
  - ひやキュン（2022年7月1日 - ）[注釈 62][503][504]
  - ICE DE BREAKERS（2024年4月1日 - ）[注釈 63][505][506][507]
- サンヨー食品 カップスター × 日向坂46
  - 「おまじにゃいダンス」篇（2023年1月25日 - ）[注釈 64][508][509]
  - 「おいしさ、いろいろ！」篇（2024年1月18日 - ）[注釈 65][510][511][512]
- 日向坂46 in ROUND1 コラボキャンペーン（2024年4月27日 - ）[注釈 66][513][514]
- ソラシドエア × 日向坂46（2024年7月17日 - ）[515][516]

### 広報
- 埼玉県警察 一日交通部長（2018年9月22日、埼玉県）[517][518]
- 警視庁 大麻使用防止啓発動画（2022年7月14日 - 、YouTube）[519][520]

### ゲーム
- 欅のキセキ/日向のアユミ（2017年10月18日 - 2021年8月31日、enish）[注釈 67][521][523]
- ザンビ THE GAME（2019年5月15日 - 2021年1月28日、gumi）[524][525]
- ユニゾンエアー（2019年9月24日 - 、アピリッツ）[注釈 68][526][527]
- ひなこい（2020年11月18日 - 、10ANTZ）[528]
- 日向坂46とふしぎな図書室（2021年2月25日 - 2024年12月18日〈予定〉、ソニー・ミュージックソリューションズ）[529][530]

### ネット配信
- サンヨー食品 カップスター
  - 46周年特別企画 サッポロ一番カップスター「ウチの学校、最高かよ！」（2021年3月22日 - 4月26日、YouTube）[注釈 69][536]
  - カップスター × 日向坂46「しし庵」（2022年4月28日 - 5月27日、YouTube）[注釈 70][541]
  - サンヨー食品スペシャルムービー企画「そのとき、カップスター」（2022年6月17日 - 2023年1月13日、YouTube）[注釈 71][546]
  - カップスター × 日向坂46のメガネ着脱物語「#どうせメガネを外せって言うんでしょ？」（2023年6月12日 - 24日）[注釈 72][547][548]
- CoCo壱番屋
  - ここいち×けやき坂46「ここいち de HAPPY! キャンペーン」HAPPY! カレー動画（2018年11月13日 - 12月26日、YouTube）[468]
  - 日向坂46×CoCo壱番屋「ココイチ de もっと HAPPY！キャンペーン」HAPPY! カレー動画（2019年11月1日 - 12月6日、YouTube）[549][550]
  - 日向坂46×CoCo壱番屋「帰ってきた！ココイチ de HAPPY! キャンペーン」[471][551][552]
    - ちょいトピ！ de HAPPY！ キャンペーン[551]
      - 紹介動画（2022年10月27日、YouTube）[551]
      - ちょいトピ！動画（2022年11月1日 - 22日、YouTube・Instagram・TikTok）[注釈 73][551]

    - スープカレー de HAPPY! キャンペーン 〜あなたはどっち派？〜（2022年12月1日、YouTube）[注釈 74][552][561]
    - 「クリスマス de HAPPY! キャンペーン」動画（2022年12月1日、YouTube）[552][562]

### 舞台
- あゆみ（2018年4月20日 - 5月6日、アイア 2.5 シアタートーキョー）[563]
- 五等分の花嫁（2025年3月8日 - 3月23日、品川プリンスホテル ステラボール）[564][565][566]